# Scottish Baronial
Scottish Baronial (auch Scots Baronial oder Scotch Baronial; deutsch Schottischer Baroniestil) ist ein historistischer Architekturstil, der sich im 19. Jahrhundert in Schottland entwickelte. Er basierte auf der wehrhaften Architektur der Tower Houses aus dem späten 16. und frühen 17. Jahrhundert und war die schottische Variante der damals in ganz Europa verbreiteten Neugotik.
Merkmale des Stils sind große Herrenhäuser und Schlösser auf dem Land, die im Inneren dem technischen Standard und Komfortanspruch des 19. Jahrhunderts entsprachen, während ihr Äußeres den Eindruck eines Herrensitzes aus dem 16./17. Jahrhundert vermittelte. Dazu bedienten sich die Architekten vor allem solcher Elemente wie Dächer unterschiedlicher Höhe, Zinnenkränze, Türme mit Scharwachttürmchen, Stufengiebel und Lanzettfenster, wobei die Wehrelemente keine militärischen Aufgaben mehr hatten, sondern nur noch der Dekoration des Gebäudes dienten.
Die Entwicklung des Stils wurde begünstigt durch eine gesellschaftliche Strömung, die – durch die Werke des schottischen Schriftstellers Sir Walter Scott inspiriert – das Interesse für eine eigene schottische Identität wiedererweckt hatte. Schottland sollte nicht länger nur das „nördliche Großbritannien“ sein, und so besann man sich auf originär Schottisches, wie die Burgenarchitektur Schottlands. Scott war es auch, für den mit Abbotsford House ein Herrensitz errichtet wurde, dessen Stil ein Vorläufer des Scottish Baronial war.
Zu Beginn des 19. Jahrhunderts entwarf James Gillespie Graham zahlreiche Bauten im Stil des Scottish Baronials, wobei er sich im Gegensatz zu dessen späteren Vertretern stärker an mittelalterlichen Sakralbauten als an der Burgenarchitektur orientierte. Um 1830 griff William Burn (1789–1870) den Stil auf und entwickelte ihn weiter. Sein Schüler und späterer Partner David Bryce (1803–1876) wurde der berühmteste Vertreter des Scottish Baronials. Auf seine Pläne gingen unter anderem Craigends House (1857) und das von 1846 bis 1850 erbaute Balfour Castle zurück. Ein weiteres Beispiel für diesen Stil ist Dunrobin Castle, das ab 1844 durch Charles Barry für den zweiten Duke of Sutherland erweitert wurde. Das wahrscheinlich bekannteste Gebäude ist jedoch Balmoral Castle, das die britische Königin Viktoria in der Zeit von 1853 bis 1856 als Sommerresidenz in den Highlands errichten ließ.

Beispiele für Scottish Baronial
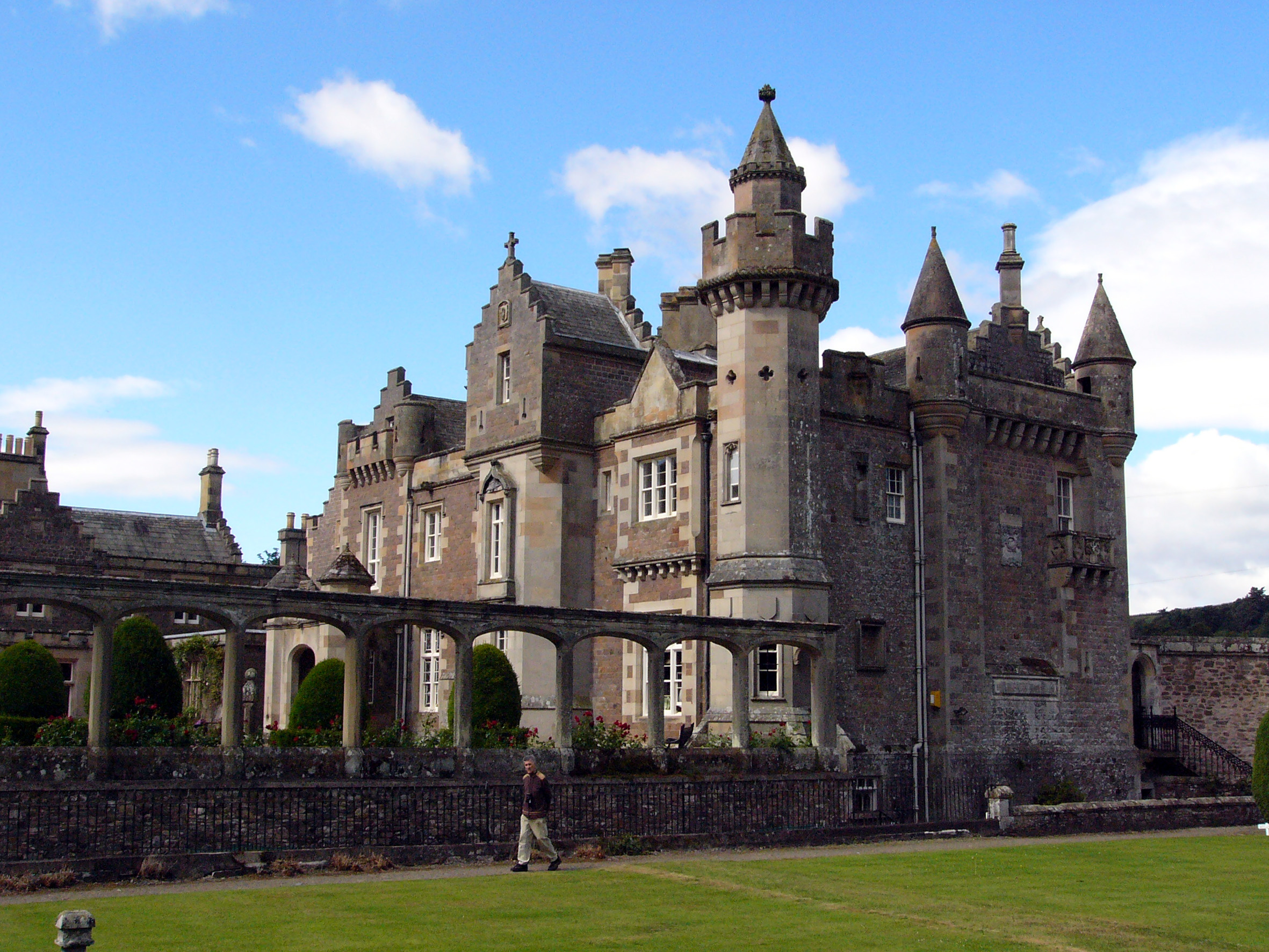
Abbotsford House
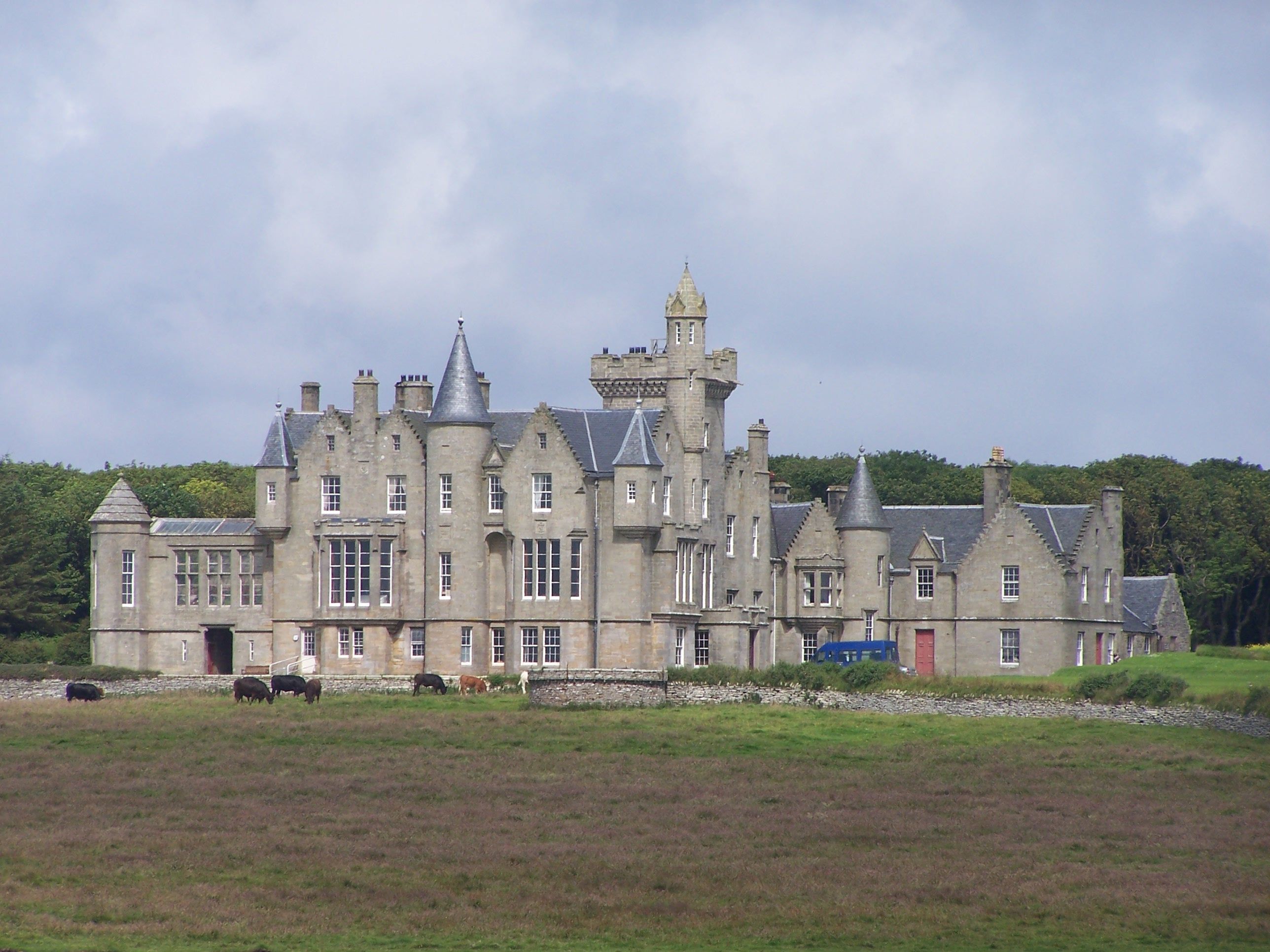
Balfour Castle
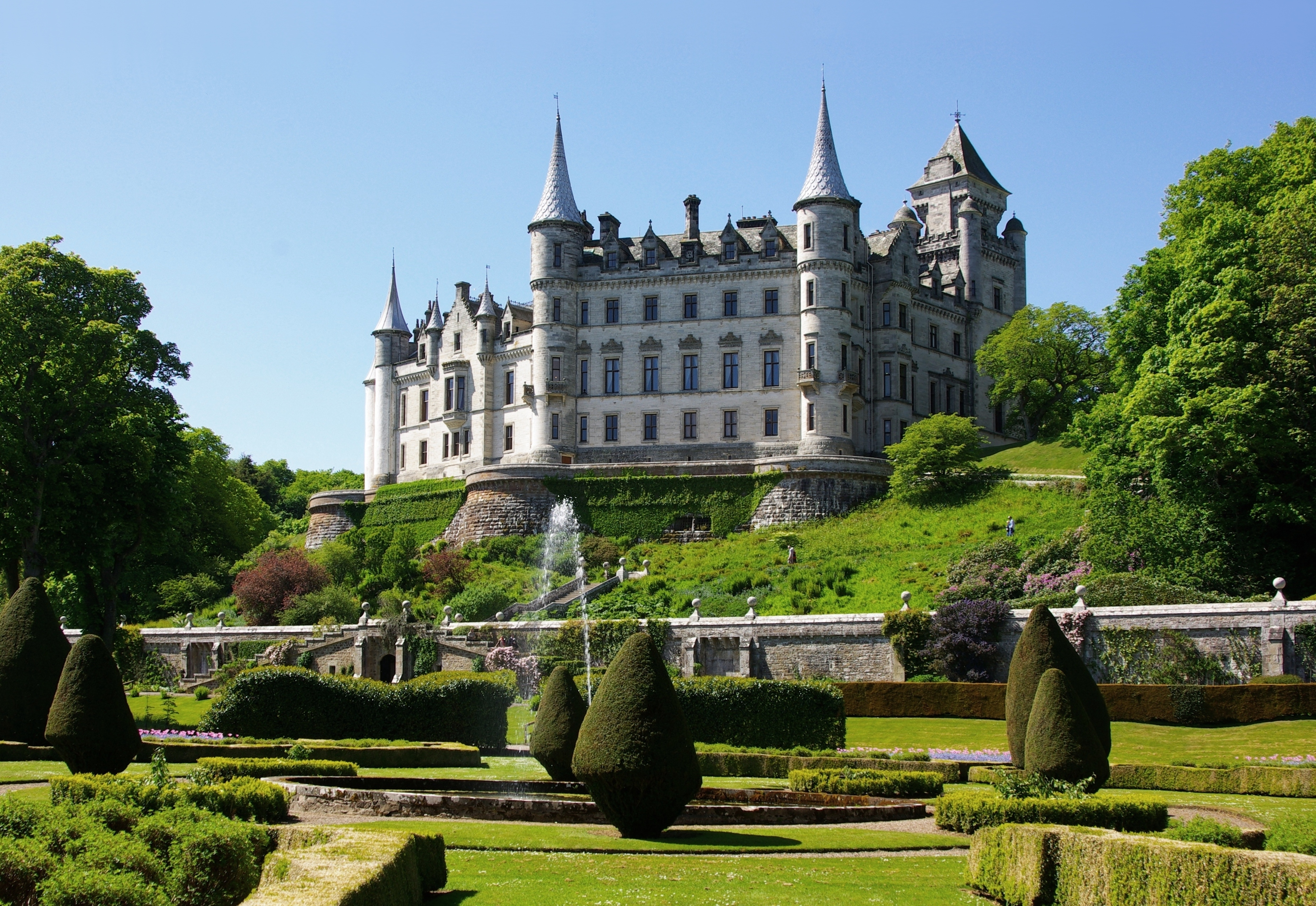
Dunrobin Castle
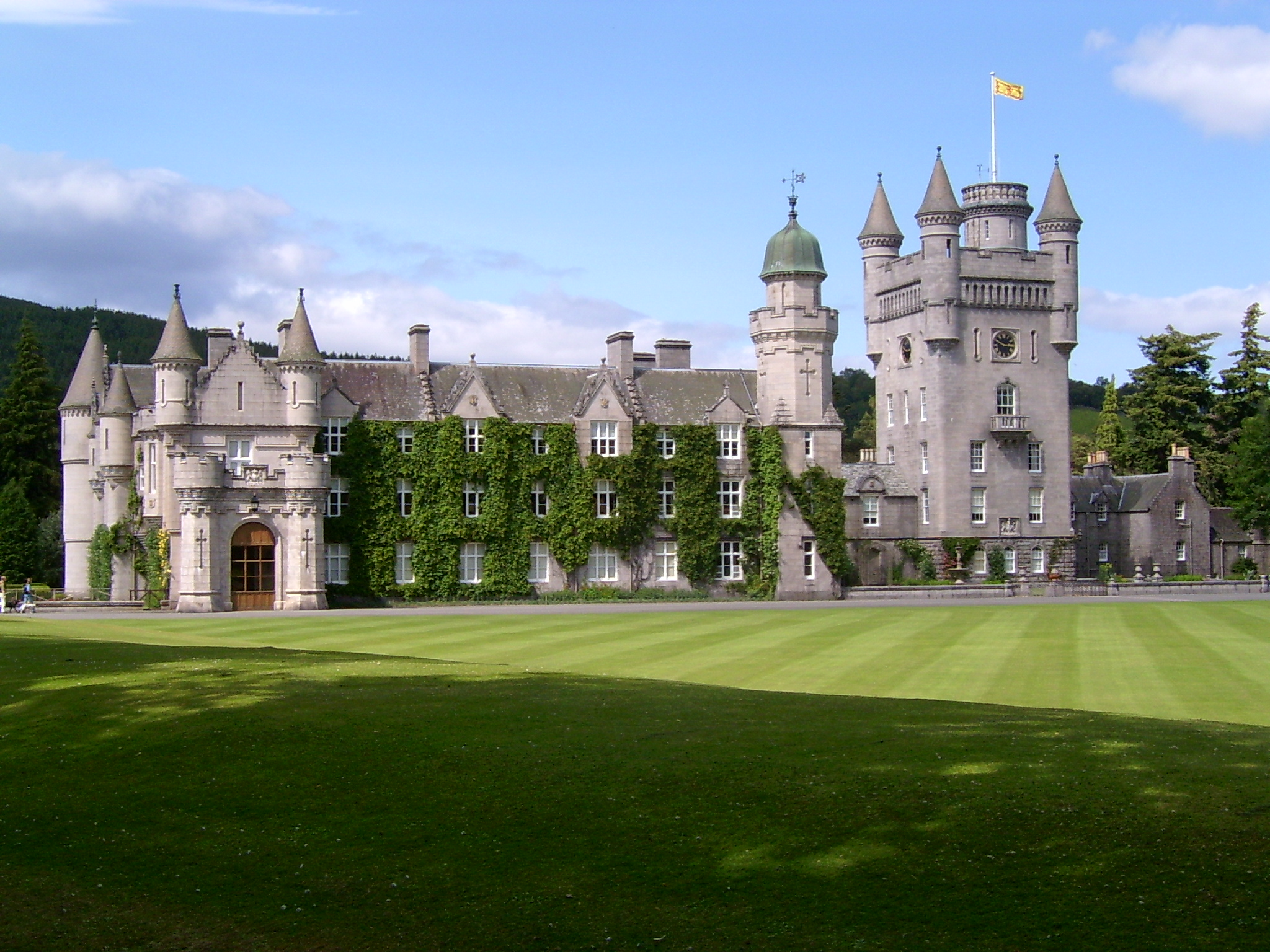
Balmoral Castle